# Mwengera
Mwengera är en krater i Kenya.   Den ligger i länet Isiolo, i den centrala delen av landet, 230 km nordost om huvudstaden Nairobi. Toppen på Mwengera är 1 618 meter över havet, eller 77 meter över den omgivande terrängen. Bredden vid basen är 0,67 km.
Terrängen runt Mwengera är huvudsakligen kuperad. Runt Mwengera är det glesbefolkat, med 18 invånare per kvadratkilometer. Det finns inga samhällen i närheten. I omgivningarna runt Mwengera växer huvudsakligen savannskog.